# Kernouës
Kernouës (bret. Kernouez) – miejscowość i gmina we Francji, w regionie Bretania, w departamencie Finistère.
Według danych na rok 1990 gminę zamieszkiwało 621 osób, a gęstość zaludnienia wynosiła 80 osób/km² (wśród 1269 gmin Bretanii Kernouës plasuje się na 766. miejscu pod względem liczby ludności, natomiast pod względem powierzchni na miejscu 920.).